# Gonzalo de Vivero
Gonzalo Pérez de Vivero. (Vivero?, 1418 –Salamanca, c. 1482) fue un obispo español.

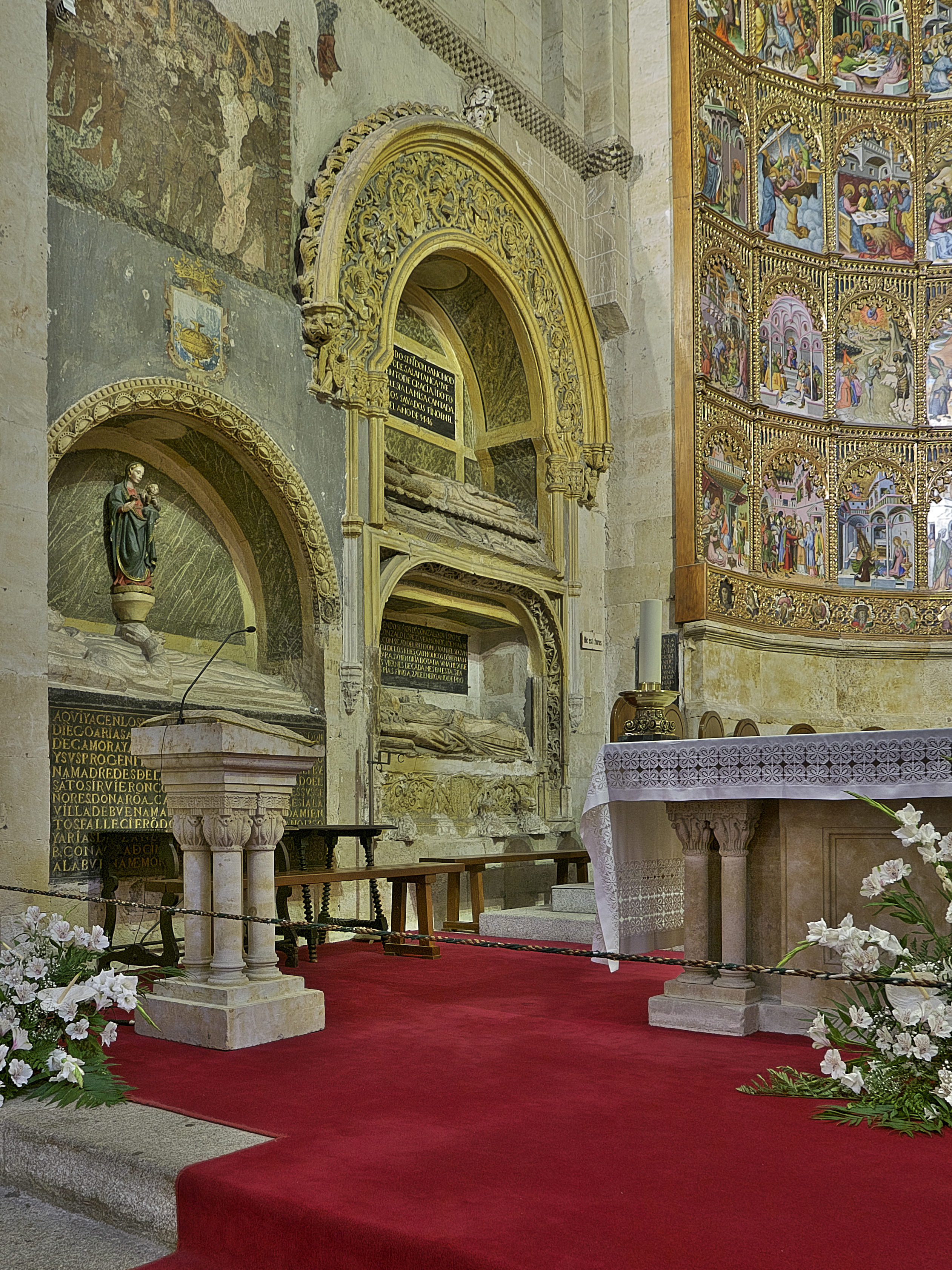
Sepulcro en la Catedral Vieja de Salamanca

## Biografía
Era hijo de Gonzalo Pérez de Vaamonde y de Mayor Pérez de Vivero, y sobrino de Alonso Pérez de Vivero; de familia judeoconversa.
Fue Deán de la Catedral de Lugo, en donde era Prelado su pariente don García Martínez de Vaamonde, y obispo de Salamanca desde 1446 hasta su muerte.
Arregló las diferencias entre Juan II y los nobles salmantinos por lo que, agradecido, el rey concedió a Salamanca, entre otras mercedes, Feria franca del 8 al 21 de septiembre, feria que continúa hasta hoy.
Fue también catedrático de la Universidad de Salamanca, y llegó a ser rector. Fue amigo y protector de Abraham Zacut o Zacuto, notable astrónomo salmantino y catedrático de la Universidad también, al que animó a publicar su obra Compilación Magna.
| Predecesor: Alfonso V | Obispo de Salamanca 1447-1482 | Sucesor: Rafael Sansoni Riario |